# Alberico da Barbiano (Schiff)
Die Alberico da Barbiano war ein Leichter Kreuzer der Alberto-di-Giussano-Klasse der Königlich Italienischen Marine. Sie wurde am 13. Dezember 1941 vor Kap Bon (Tunesien) durch eine Gruppe britischer und niederländischer Zerstörer versenkt. Das Schiff wurde nach Alberico da Barbiano, einem italienischen Condottiere, benannt.

## Einsatzgeschichte
Während des Spanischen Bürgerkriegs eskortierte die Alberico da Barbiano Versorgungsschiffe für die Franquisten.
Während des Zweiten Weltkriegs war sie der 4. Kreuzerdivision zugeteilt. Sie nahm an der Seeschlacht bei Punta Stilo teil, ohne beschädigt zu werden, und versah danach noch mehrere Eskort- und Minenlegemissionen zwischen Italien und Nordafrika. Ab dem 1. September 1940 wurde sie wegen der unzureichenden Panzerung in Pula als Schulschiff genutzt. Aufgrund der schlechten Versorgungslage in Nordafrika wurde sie am 1. März 1941 wieder der 4. Kreuzerdivision zugeteilt. Sie sollte zusammen mit ihrem Schwesterschiff Alberto di Giussano dringend benötigte Versorgungsgüter nach Tripolis bringen. Beide Schiffe waren überladen und hatten Fässer mit Treibstoff an Deck gestapelt. Als Eskorte wurde ihnen nur die Cigno, ein Torpedoboot der Spica-Klasse, zugeteilt. Am 12. Dezember 1941 verließ der kleine Konvoi Palermo. Am Nachmittag desselben Tages sichtete eine CRDA Cant Z.1007 nahe Algier vier nach Osten laufende Zerstörer. Admiral Antonino Toscano, Kommandeur des Konvois, erhielt am späten Abend eine Warnung über feindliche Schiffe, von Malta kommend.
Die 4th Destroyer Flotilla, bestehend aus Sikh, Maori und Legion sowie der niederländischen Isaac Sweers unter dem Kommando von Commander G. H. Stokes, sichtete die drei italienischen Schiffe am 13. Dezember 1941 um 02:30 Uhr. Um 02:45 Uhr wurde der Kontakt von einer Vickers Wellington bestätigt. Das Flugzeug wurde auch vom Konvoi bemerkt. Im Schutz der Dunkelheit und Radareinsatz gelang es den Zerstörern, die Kreuzer zu überraschen (Seegefecht bei Kap Bon). Maori and Isaac Sweers griffen die Alberto da Giussano mit Torpedos und Geschützfeuer an. Das Schiff wurde schnell ausgeschaltet und sank. Gleichzeitig griffen Sikh und Legion die Alberico da Barbiano an. Ein Torpedo traf im Vorschiff, kurz darauf ein weiterer in Höhe der Maschinenraums. Geschützfeuer entzündete den auf dem Deck gelagerten Treibstoff. Die Mannschaft begann daraufhin, das Schiff zu verlassen. Ein dritter Torpedo, wahrscheinlich von der Legion, traf das Schiff im Heck. Es kenterte und versank brennend. 534 Seeleute, darunter Admiral Antonino Toscano, sein gesamter Stab und Kaptän Giorgio Rodocanacchi, Kommandant der Alberico da Barbiano, starben bei diesem Gefecht.
2007 fand eine italienische Expedition das Wrack der Alberico da Barbiano.

## Kommandanten
- Kapitän Mario Azzi, 6. Mai 1940 bis 1. Mai 1941
- Kapitän Giorgio Rodocanacchi, 2. Mai 1941 bis 13. Dezember 1941